# Luigino

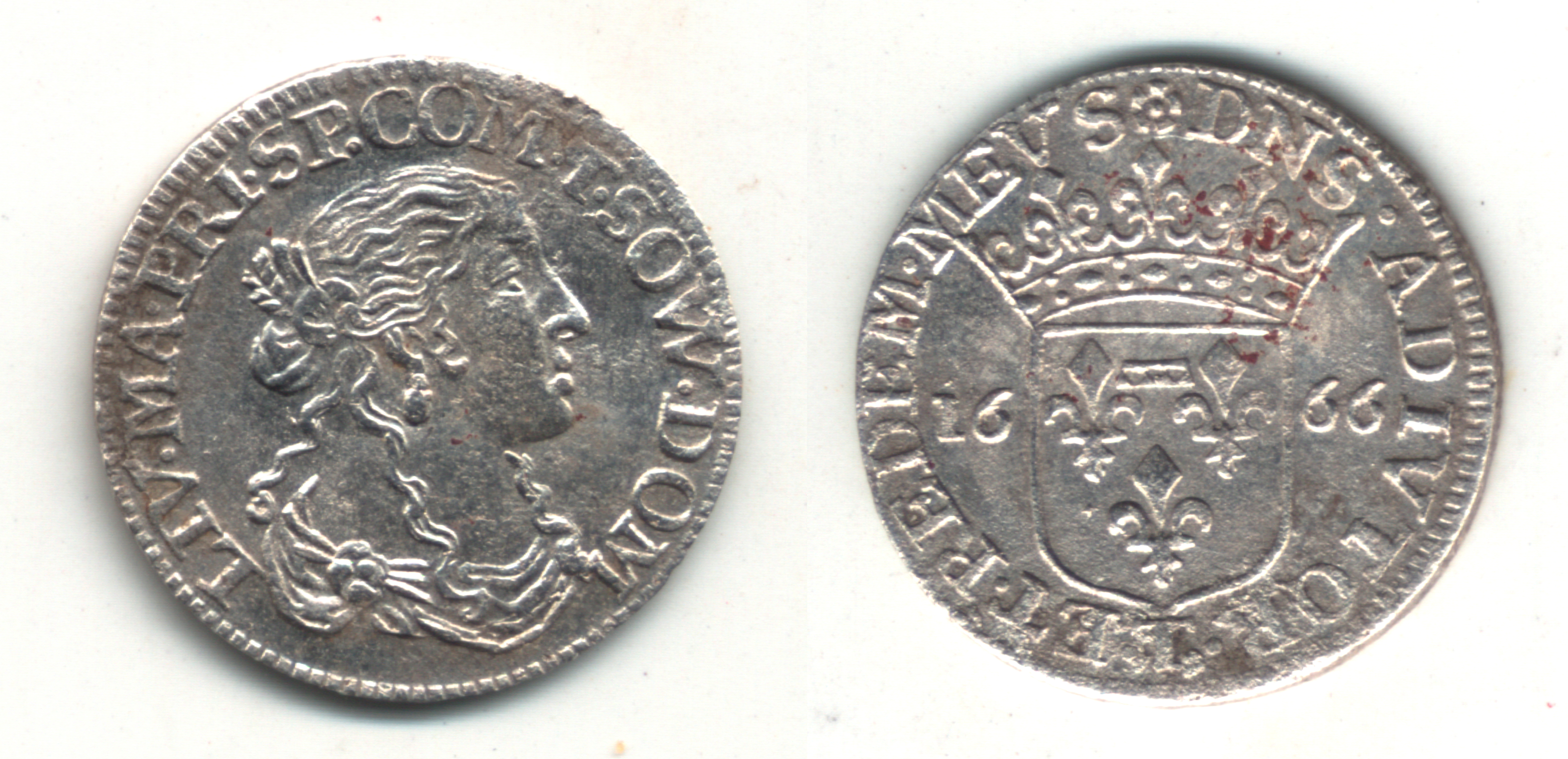
Luigino von 1666, geprägt in Tassarolo

Der Luigino ist eine historische Billonmünze, die in der zweiten Hälfte des 17. Jahrhunderts in Oberitalien geprägt wurde. Ihr Aussehen entsprach den zur gleichen Zeit geprägten französischen 5-Sou-Münzen, mit dem Bild des Landesherren auf der Vorderseite und einem gekrönten Wappen mit drei Lilien auf der Rückseite. Der Wert des Luigino entsprach 8 Soldi. 
Zwischen 1994 und 1996 wurde der Luigino erneut als Währung des international nicht anerkannten Fürstentums Seborga geprägt.
Der neue Luiginio ist in 100 Centesimi aufgeteilt und entspricht sechs US-Dollar. Da der Luiginio nur in Seborga und parallel zum Euro verwendet wird, handelt es sich faktisch um eine für Sammler hergestellte Währung.

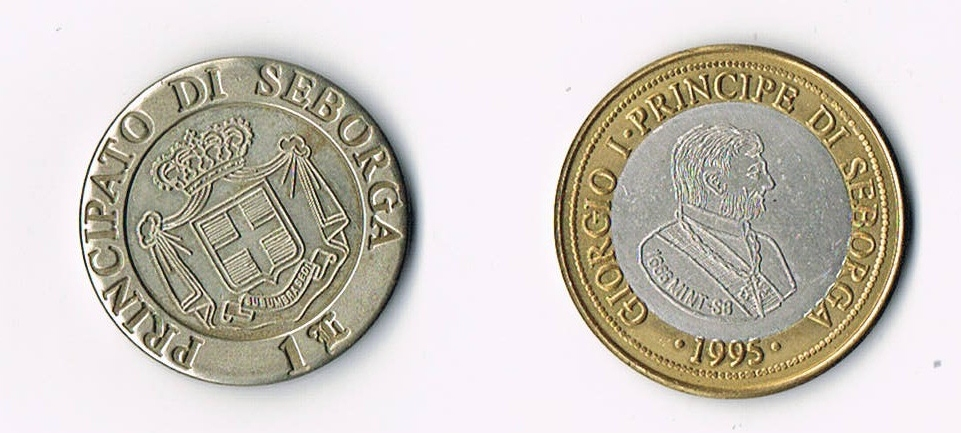
Seborga Luigino